# Pomnik ks. Józefa Poniatowskiego w Krośniewicach
Pomnik ks. Józefa Poniatowskiego – pomnik zlokalizowany w zabytkowym parku w Krośniewicach. Jest pierwszym i najstarszym zachowanym pomnikiem poświęconym księciu Józefowi Poniatowskiemu w Polsce.

## Historia
Książę Józef Poniatowski bywał w pałacu Krośniewicach, w gościnie u Rajmunda Rembielińskiego. Właściciel zawdzięczał Poniatowskiemu stanowisko intendenta generalnego armii, które otrzymał w 1809, w czasie wojny o Galicję. W 1814, rok po śmierci Poniatowskiego, Rembieliński wystawił pomnik w swoim parku dworskim, założonym w XVIII wieku.
Obiekt przetrwał obie wojny światowe, ale po 1945 popadł w zaniedbanie. W 1970 rzemieślnicy z Krośniewic dokonali renowacji pomnika, o czym informuje stosowna tabliczka na cokole. Przy tej okazji zbudowano aleję z płyt chodnikowych od wejścia do parku. Obiekt został wpisany do gminnej ewidencji zabytków z terenu miasta i gminy Krośniewice.

## Opis
Na pomniku w kształcie obelisku umieszczony jest następujący napis: Poległemu za honor i ojczyznę pod Lipskiem dnia 19 października 1813 r. Prawemu Polakowi, mężnemu żołnierzowi, cnotliwemu ministrowi Józefowi książęciu Poniatowskiemu wystawił w domowym zaciszu ten skromny pomnik Rajmund Rembieliński na znak znacznego szacunku i żalu. Oryginalna inskrypcja, różniąca się od współczesnej, została zniszczona przez rosyjskiego zaborcę w roku 1863.